# Louis C. Cramton
Louis Convers Cramton (* 2. Dezember 1875 in Hadley, Lapeer County, Michigan; † 23. Juni 1966 in Saginaw, Michigan) war ein US-amerikanischer Politiker. Zwischen 1913 und 1931 vertrat er den Bundesstaat Michigan im US-Repräsentantenhaus.

## Werdegang
Louis Cramton besuchte die öffentlichen Schulen seiner Heimat und danach bis 1893 die Lapeer High School. Nach einem anschließenden Jurastudium an der University of Michigan in Ann Arbor und seiner im Jahr 1899 erfolgten Zulassung als Rechtsanwalt begann er in Lapeer in seinem neuen Beruf zu arbeiten. Zwischen 1905 und 1923 gab er die Zeitung „Lapeer County Clarion“ heraus. Außerdem war er zeitweise beim Senat von Michigan in der Rechtsabteilung der Verwaltung angestellt. Im Jahr 1907 wurde er stellvertretender Eisenbahnbeauftragter des Staates Michigan. Bis 1909 war er auch Sekretär des Eisenbahnausschusses.
Politisch war Cramton Mitglied der Republikanischen Partei. In den Jahren 1909 und 1910 saß er als Abgeordneter im Repräsentantenhaus von Michigan. Bei den Kongresswahlen des Jahres 1912 wurde er im siebten Wahlbezirk von Michigan in das US-Repräsentantenhaus in Washington, D.C. gewählt, wo er am 4. März 1913 die Nachfolge von Henry McMorran antrat. Nach acht Wiederwahlen konnte er bis zum 3. März 1931 neun Legislaturperioden im Kongress absolvieren. In diese Zeit fielen unter anderem der Erste Weltkrieg sowie die Verabschiedung des 17., des 18. und des 19. Verfassungszusatzes.
1930 wurde Cramton von seiner Partei nicht zur Wiederwahl nominiert. In den Jahren 1931 und 1932 arbeitete er für das Bundesinnenministerium. Zwischen 1934 und 1941 war er Richter im 40. Gerichtsbezirk von Michigan. Im Jahr 1940 nahm er als Delegierter an der Republican National Convention in Philadelphia teil, auf der Wendell Willkie als Präsidentschaftskandidat nominiert wurde. Danach arbeitete er wieder als Rechtsanwalt. Von 1948 bis 1960 war Cramton nochmals Abgeordneter im Staatsparlament. Er starb am 23. Juni 1966 in Saginaw.